# Johannes Willem Bergansius

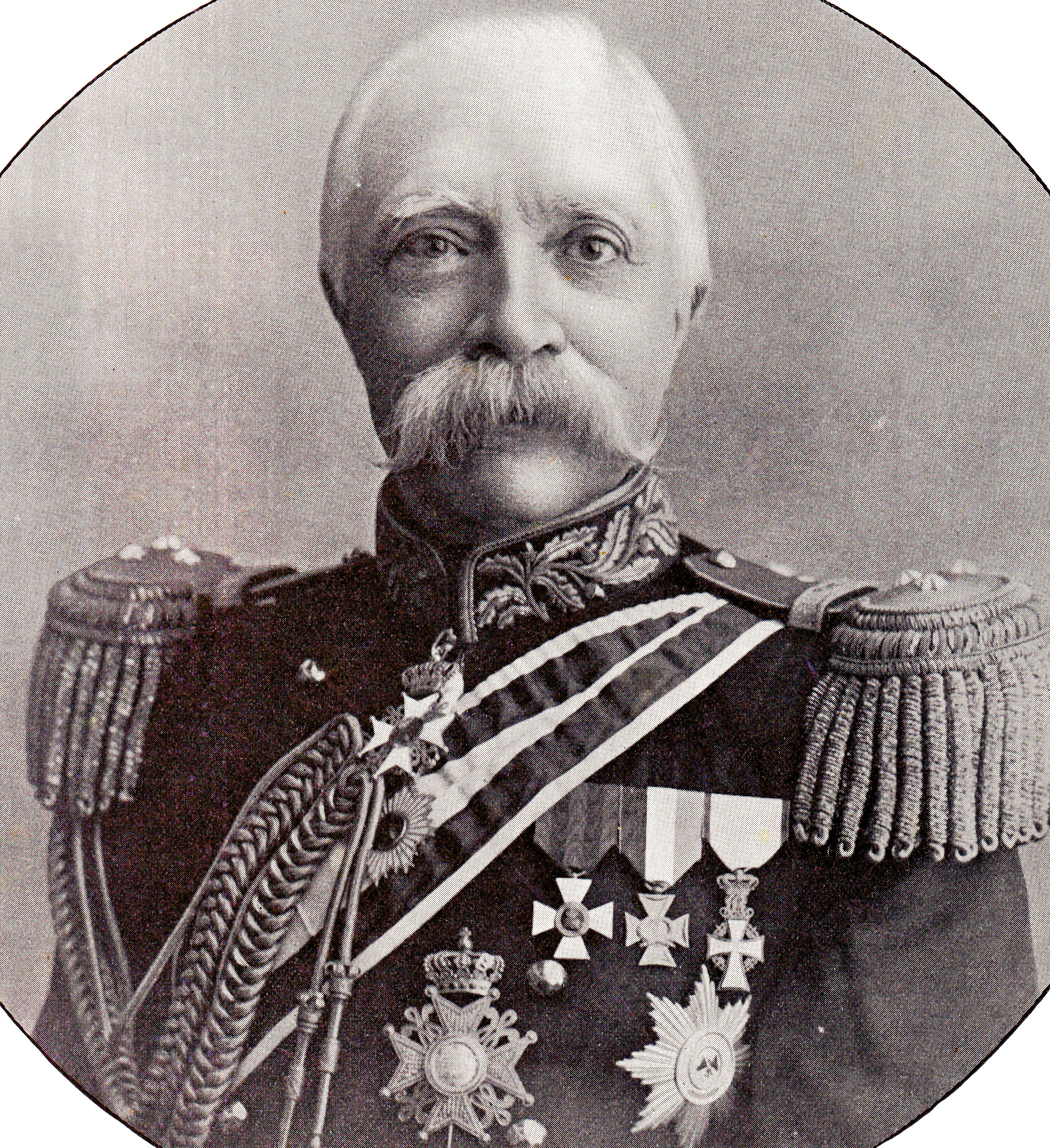
Johannes Willem Bergansius (1906)

Johannes Willem Bergansius (* 14. August 1836 in Delft; † 22. Juli 1913 in ’s-Gravenhage) war ein niederländischer Generalleutnant und Politiker, der unter anderem Minister, Mitglied des Staatsrates (Raad van State) und Staatsminister war.

## Leben

### Militärische Ausbildung und Aufstieg zum Stabsoffizier
Nach dem Schulbesuch begann Bergansius 1852 eine Ausbildung zum Offizier an der Königlichen Militärakademie (Koninklijke Militaire Academie) in Breda und wurde nach Abschluss der Ausbildung am 1. Juli 1856 Leutnant im 3. Festungsartillerieregiment. Nach seiner Beförderung zum Oberleutnant blieb er 1858 zunächst dort, wechselte dann jedoch kurze Zeit später zum 1. Festungsartillerieregiment. Anschließend war er 1860 für kurze Zeit Dozent für Chemie an der Pyrotechnischen Schule in Delft, an der er danach von Juni 1860 bis 1868 Leiter der zu dieser Schule gehörenden pyrotechnischen Werkstatt.
Nachdem er dort im April 1867 zum Hauptmann der Artillerie befördert worden war, war er zwischen 1868 und April 1876 als Beamter im Büro für die Artillerie im Kriegsministerium tätig. Im April 1876 kehrte er zum 1. Festungsartillerieregiment zurück und war dort bis 1880 Kompaniechef der 8. Militär.
Am 20. Januar 1880 erfolgte seine Beförderung zum Major der Artillerie, woraufhin er Kommandeur der 4. Abteilung der Festungsartillerie in Zwolle wurde.
Nach seiner darauf folgenden Beförderung zum Oberstleutnant am 19. April 1884 wurde er Direktor der Artillerieschießschule in Zwolle sowie nach der Beförderung zum Oberst 1887 Direktor der Artillerieeinrichtungen in Delft.

### Minister und Generalleutnant
Am 21. April 1888 wurde Bergansius erstmals Kriegsminister im Kabinett von Ministerpräsident Æneas Mackay und bekleidete dieses Amt bis zum 21. August 1891. Während dieser Zeit erfolgte am 24. April 1890 auch seine Beförderung zum Generalmajor der Artillerie.
Nach seinem Ausscheiden aus dem Kabinett wurde er im August 1891 Kommandant der Stellung von Amsterdam und war als solcher bis Mai 1892 zeitgleich Befehlshaber der Armee in Nordholland und im nördlichen Südholland. Im Anschluss folgte zwischen Mai 1892 und Februar 1894 eine Verwendung als Kommandant der Festungsartillerie, ehe er daraufhin im Februar 1894 Inspekteur der Artillerie wurde. In dieser Funktion erfolgte im Februar 1896 seine Beförderung zum Generalleutnant der Artillerie. Nach dem Tod seiner Ehefrau Henrica Ludovica Maria van Berckel wurde er am 1. November 1898 auf eigenen Wunsch von seinem Posten als Inspekteur der Artillerie entbunden und in den Ruhestand versetzt.
Wegen seiner Verdienste um die niederländische Verteidigungspolitik wurde er am 31. August 1898 zum Kommandeur des Orden von Oranien-Nassau berufen.
Am 1. August 1901 wurde er von Ministerpräsident Abraham Kuyper als Kriegsminister erneut in eine Regierung berufen und gehörte dem Kabinett Kuyper bis zum 16. August 1905 an. Während dieser Zeit war er darüber hinaus zwei Mal amtierender Kolonialminister, und zwar zum einen vom 15. Februar bis zum 30. April 1902 während der Erkrankung von Kolonialminister Titus van Asch van Wijck sowie zum anderen vom 10. bis zum 25. September 1902 nach dem Tod von Minister van Asch van Wijck. Außerdem war er vom 12. Dezember 1902 bis zum 16. März 1903 nach dem Tod von Gerhardus Kruys auch amtierender Marineminister.
Für seine langjährigen militärischen und politischen Verdienste wurde ihm am 20. März 1903 auf persönliche Anweisung von Königin Wilhelmina wegen seiner Leistungen während des Eisenbahnerstreiks von 1903 der Ehrentitel eines Staatsministers verliehen. Darüber hinaus wurde er nach seinem Ausscheiden aus der Regierung am 28. August 1905 zum Mitglied des Staatsrates (Raad van State) berufen und gehörte diesem Verfassungsorgan zur Beratung der niederländischen Regierung bis zu seinem Rücktritt aus gesundheitlichen Gründen am 20. Juni 1908 an.
Bergansius wurde des Weiteren mit ausländischen Orden ausgezeichnet und erhielt unter anderem das Ritterkreuz des Roten Adlerordens, das Ritterkreuz Zweiter Klasse des Orden der Aufgehenden Sonne, das Ritterkreuz Erster Klasse des Orden der Eichenkrone sowie den Dannebrogorden.